# Jake E. Lee
Jakey Lou Williams, známý jako Jake E. Lee (* 15. února 1957 Norfolk, Virginie), je americký kytarista, nejvíce známý jako člen doprovodné skupiny Ozzy Osbournea a skupiny Badlands.

## Život
Jake se narodil v Norfolku ve Virginii, ale vyrůstal v San Diegu. Má velšský a japonský původ. V šesti letech začal chodit na hodiny klavíru, ale ve třinácti letech zjistil, že ho hra na klavír nebaví a začal se učit na kytaru své starší sestry. Jeho starší sestra mu koupila alba Jimiho Hendrixe, Led Zeppelin a Black Sabbath, aby měl větší touhu hrát na kytaru. Svoje vzdělání na klavír a s knihou kytarových metod se soustředil na to, aby se stal rockovým kytaristou samoukem. Jake se rychle chytil a rozvinul svůj talent na kytaru a hrál na v několika středoškolských skupinách.

## Kariéra

### Dio (1982)
Jake působil chvíli v kapele Dio. Ronnie ho viděl v kapele Rough Cutt a moc se mu líbilo jeho styl hraní. Ronnie ho pozval, aby se připojil k jeho nové kapele Dio. Jake pozvání přijal, proběhly nějaké zkoušky, které byly i nahrány a jsou zachovány. Jake poté odešel z důvodu, že po něm Dio chtěl, aby hrál jednodušší akordy, které by nevadily jeho zpívání.

### Ozzy Osbourne (1983-1987)
Jake se připojil k Ozzymu v lednu 1983, jako náhrada za kytaristu Brada Gillise na turné Speak Of The Devil. Jake začal po turné nahrávat s Ozzym na novým albu Bark At The Moon. Při nahrávání hodně spolupracoval s baskytaristou a skladatelem Bobem Daisleym, napsal velké množství hudby a textů na albu, jenže psaní textů byli výhradně připsáni Ozzymu. O autorská práva byl ošizen spolu s Bobem Daisleym, protože manažerka a manželka Ozzyho Sharon mu předložila smlouvu na, které bylo uvedeno, že nebude mít žádný nárok ani spolupráci na psaní textů a hudby. Ve smlouvě bylo uvedeno, že se o tom nesmí ani veřejně zmínit, že se podílel na psaní textů. Jake smlouvu podepsal, protože neměl žádné právní zastoupení a Sharon mu vyhrožovala, že ho vyhodí jinak nahraje jeho kytarové party, někdo jiný. Nakonec Ozzy v roce 2009 v rozhovoru řekl, že titulní skladbu Bark At The Moon složil Jake a Bob.
Poté co se Ozzy vrátil z léčebného centra pro závislé, tak Jake předložil hudbu Ozzymu, kterou složil když se Ozzy léčil. Ozzy byl velmi spokojen s Jakeovým materiálem a tak velká část byla použita v roce 1986 na albu The Ultimate Sin. Tentokrát Jake měl na tomto albu podmínku, pokud nebude mít před sebou smlouvu na autorská práva a podíl na spolupráci hudby a textů, tak nebude přispívat dalším materiálem. Po této smlouvě byla použitá velká část na albu. V roce 1987 po několika vystoupeních na podporu alba byl Jake z neznámého důvodu vyhozen. Jake se o svém propuštění z kapely poprvé dozvěděl prostřednictvím svého kytarového technika. Nakonec se jeho vyhazov potvrdila, když zavolal Sharon Osbourne a zeptal se jí na to přímo. Jake byl dost zaskočen a měl pocit, že má místo na plný úvazek a solidní spolupráci s managementem Osbourna.
Přesto Jake nikdy nechoval zášť k Ozzymu a spolupracovat s ním bral jako velkou životní zkušenost. Ohledně autorství Jakeovi nešlo nikdy o peníze, ale hlavně o uznání. Nikdy nebyli nejlepší kamarádi nebo jako bratři, ale měli perfektní pracovní vztah. Jake také tvrdí, že Ozzy z něj udělal mnohem lepšího kytaristu. Jake o něm řekl po jeho smrti: "Měl vzácnou osobnost. Spousta lidí je laskavých, ale z něj to opravdu vyzařovalo. Byl to klaunský, vtipný a milý chlapík, vždycky jsem to tak cítil a myslím, že to cítili i všichni ostatní. Proto je tak těžké přijmout skutečnost, že odešel."

## Diskografie

### Mickey Ratt
- The Garage Tape Dayz 78-81 (2000)
- Rattus Erectus 1976-1982
- In Your Direction
- Pre-Ratt Days (2007)

### Rough Cutt
- písně "A Little Kindness" a "Used And Abused" (1981)

### Dio
- Recorded Rehearsals (Recorded circa 1982)

### Ozzy Osbourne
- Bark at the Moon (1983)
- The Ultimate Sin (1986)

### Badlands
- Badlands (1989)
- Voodoo Highway (1991)
- Dusk (1998)

### Wicked Alliance
- 4 song demo (recorded 1994)

### Enuff Z'Nuff
- Dissonance (2009)

### Sólová
- A Fine Pink Mist (1996)
- Retraced (2005)
- Runnin' With the Devil (2008)